# Rajmund Lehnert
Rajmund Lehnert (ur. 14 marca 1965 we Wielowsi, Polska) – niemiecki kolarz szosowy i torowy, brązowy medalista szosowych mistrzostw świata.

## Kariera
Największy sukces w karierze Rajmund Lehnert osiągnął w 1990 roku, kiedy wspólnie z Kaiem Hundertmarckiem, Rolfem Aldagiem i Michaelem Richem zdobył brązowy medal w drużynowej jeździe na czas na szosowych mistrzostwach świata w Utsunomiya. Był to jednak jedyny medal wywalczony przez niego na międzynarodowej imprezie tej rangi. W 1988 roku wystartował na igrzyskach olimpijskich w Seulu, gdzie zajął szóste miejsce w tej samej konkurencji. Ponadto w 1992 roku wygrał niemiecki Coca-Cola Trophy. Trzykrotnie zdobywał medale szosowych mistrzostw kraju, ale nigdy nie zwyciężył. Startował także w kolarstwie torowym, ale bez większych sukcesów.